# 2-ヘプタノール
2-ヘプタノール(2-heptanol)は、ヘプタノールの異性体の一つ。2位炭素にヒドロキシル基が置換した第二級アルコールである。
3-ヘプタノールの2番目の炭素（ヒドロキシ基の付いている炭素）がキラル中心となっている。このため、 (R)-と(S)-の鏡像異性体が存在する。
消防法に定める第4類危険物 第2石油類に該当する。